# Goldschlange
Die Goldschlange (Chrysopelea ornata), auch Grüne Schmuckbaumnatter, Gelbgrüne Schmuckbaumnatter oder Gewöhnliche Schmuckbaumnatter genannt, ist eine 1,50 Meter lange Art aus der Familie der Nattern. Die Musterung auf der Haut dieser Schlange ist in ihrem Verbreitungsgebiet sehr variabel. Wie alle Schmuckbaumnattern ist auch diese Art zu kurzen Gleitflügen aus erhöhter Position in der Lage.

## Aussehen
Diese Tiere haben ein grünes bis schwarzes, kleinteilig gemustertes, oft gebändertes Schuppenkleid, welches bei vielen Exemplaren mit auffälligen hellen gelben, roten oder orangen Punkten auf dem Rücken versehen ist. Der Kopf ist sehr schmal. Die Männchen sind etwas dicker und länger als die Weibchen.

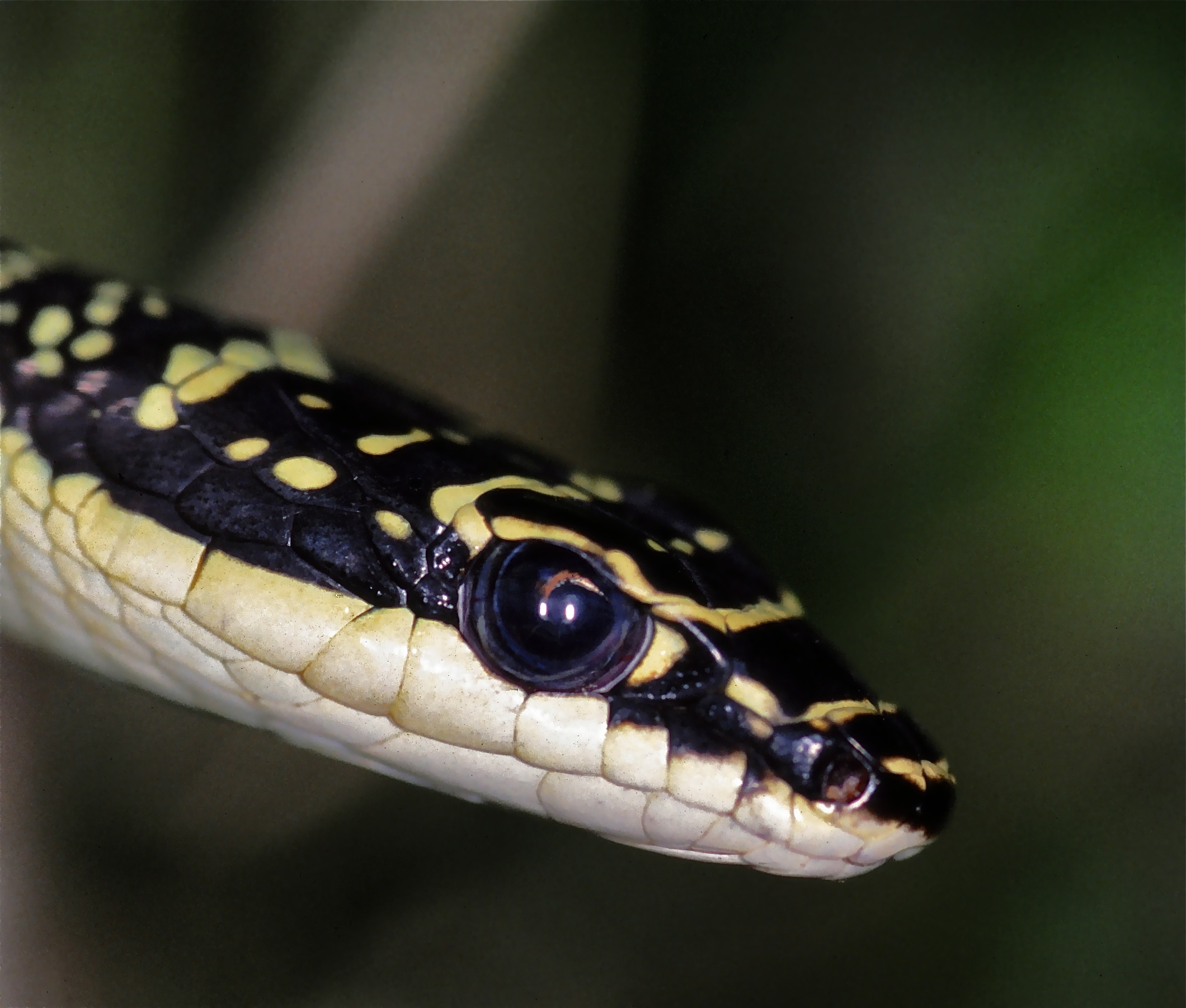
Nahaufnahme des Kopfes der Goldschlange

## Lebensweise
Die tagaktive Goldschlange kann nur sehr kurze Strecken im Gleitflug von hohen Bäumen herab zurücklegen. Sie klettert langsam durch die Baumkronen auf der Suche nach Beutetieren wie Eidechsen, Fröschen, kleineren Vögeln und Säugetieren. Sie ist ein Lauerjäger. Die Beute wird mit den kräftigen Kiefern festgehalten und mit einem sehr schnell wirkenden, aber für Menschen ungefährlichen Gift aus ihren großen, nach hinten gerichteten Zähnen gelähmt und augenblicklich verschlungen. Wenn sie bei Gefahr in die Enge getrieben wird, beißt sie schmerzhaft zu. Bei Gefahr durch Greifvögel oder größere Säugetiere lässt sie sich von den Zweigen herabfallen und plattet ihren Körper auf die doppelte Breite, um besser zu entkommen.
Nach Regenschauern wärmen sich Goldschlangen gerne auf exponierten Orten am Boden, einzelne Felsblöcke oder Baumstümpfe werden als regelrechte Lieblingsorte immer wieder aufgesucht.

## Fortpflanzung
Das Weibchen legt 6–14 weiße, länglich-ovale Eier in verrottende Laub- oder Holzhaufen. Beim Schlupf sind die Jungtiere zwischen 15 und 20 Zentimeter groß.

## Verbreitung und Lebensraum
Diese Art kommt auf Sri Lanka, im größten Teil Indiens, in Bangladesh und Nepal, in Myanmar, Thailand, Laos, Kambodscha, Vietnam, West-Malaysia (inklusive Pulau Tioman) sowie in Indonesien und auf den Philippinen vor, des Weiteren im äußersten Südosten Chinas. Sie bewohnt die tropischen Wälder, kommt aber auch in menschlichen Siedlungen vor.

## Unterarten
Folgende drei Unterarten sind bekannt:
- Chrysopelea ornata ornata (Shaw, 1802)
- Chrysopelea ornata ornatissima (Werner, 1925)
- Chrysopelea ornata sinhaleya (Deraniyagala, 1945)

## Gefährdung und Schutzmaßnahmen
Da für diese Art keinerlei Gefährdungen bekannt sind und sie auch in Schutzgebieten vorkommt, wird sie von der IUCN als (Least Concern) nicht gefährdet gelistet.

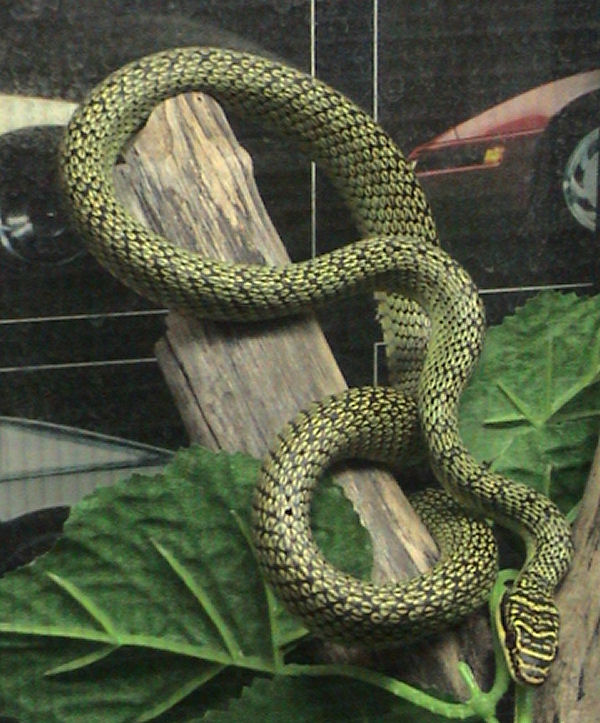